# قائمة قلاع وحصون الإمارات
القَلْعَة هو حصن منيع يشيَّد في موقع يصعب الوصول إليه، وغالبًا ما يكون على قمة جبل أو مشرفًا على بحر، وقد وجد بعضها مشيداً على أرض منبسطة.

## القائمة
فيما يلي قائمة بالقلاع والحصون في دولة الإمارات العربية المتحدة:
- حصن الفهيدي
- قلعة الجاهلي
- قلعة الشرقية
- قلعة المربعة
- قلعة جسر المقطع
- قصر الحصن
- قلعة مريجب
- قلعة نايف
- حصن الشارقة
- قلعة الخان
- قلعة خور كلباء
- قلعة الغيل
- قلعة كلباء
- قلعة الفلج
- قلعة فلي
- قلعة بن عيسي
- قلعة علي بن راشد
- قلعة عجمان
- قلعة منامة
- قلعة مصفوت
- قلعة أم‌ القيوين
- قلعة فلج المعلا
- قلعة رأس الخيمة
- قلعة ضاية
- قلعة بوشناق
- قلعة أوحله
- قلعة دبا
- قلعة البلدیة
- قلعة البثنة
- قلعة لیوا
- قلعة الفجيرة
- قلعة العانكة
- قلعة الجبانة
- قلعة مزيرعة
- قلعة الميل
- حصن الظفرة
- قلعة الذيد